# Vol. 4
Albums de Black Sabbath
Master of Reality
(1971) Sabbath Bloody Sabbath
(1973)
Singles
1. Tomorrow's Dream
Sortie : septembre 1972

Vol. 4 est le quatrième album studio du groupe britannique heavy metal Black Sabbath. Il a été  publié le 25 septembre 1972 par le label Vertigo Records (Warner Bros. pour l'Amérique du Nord) et a été produit par le groupe et Patrick Meehan.

## Historique
Au printemps 1972, le groupe s'installe dans une luxueuse villa du quartier de Bel Air à Los Angeles qui leur sert aussi de local de répétition. Les quatre musiciens enregistrent cet album aux Record Plant Studios en consommant de la cocaïne à volonté. Selon Geezer Butler, la moitié du budget consacré à l'enregistrement de l'album servit en réalité à financer l'achat de drogues, tandis que Tony Iommi se souvient avoir enregistré la chanson FX avec le groupe complètement nu sous l'emprise d'une cocaïne qu'Ozzy Osbourne qualifie de "la plus blanche, la plus pure et la plus forte".
L'album qui devait au départ s'intituler Snowblind est renommé Vol. 4 sous la pression du label américain du groupe, Warner Bros., pour essayer de dissimuler les nombreuses références à la cocaïne dans les paroles et contient plusieurs classiques de Black Sabbath comme Snowblind, Supernaut ou Changes. Le groupe remercie d'ailleurs la géniale "COKE-Cola" dans les notes de la pochette du disque.
Vol. 4 atteint la treizième place du Billboard 200 le 23 décembre 1972 et est certifié disque de platine en 1986. Le 15 septembre 1972, Tony Iommi perd connaissance lors d'un concert donné au Hollywood Bowl de Los Angeles. Les deux prochains concerts du 16 à Sacramento, CA et du 17 à Honolulu, HI alors qu'ils jouaient en première partie de Gentle Giant, sont annulés en raison de l'épuisement et de la mauvaise santé de Tony. Le bassiste Geezer Butler raconte : «Tony faisait littéralement de la coke depuis des jours, nous l'avons tous fait, mais Tony avait dépassé les bornes. Il a quitté la scène et s'est effondré. C'était vraiment délicat de savoir s'il survivrait ou non parce qu'il était totalement épuisé. Nous avons donc dû annuler le reste de la tournée et nous avons en fait pris congé pour la première fois depuis que le groupe a commencé. On s'est alors éloigné les uns des autres.»

## Liste des chansons
- Tous les titres sont signés par le groupe.

Face 1
1. Wheels of Confusion - 8:02
2. Tomorrow's Dream - 3:12
3. Changes - 4:45
4. FX (instrumental) - 1:44
5. Supernaut - 4:50

Face 2
1. Snowblind - 5:33
2. Cornucopia - 3:55
3. Laguna Sunrise (instrumental) - 2:56
4. St. Vitus Dance - 2:30
5. Under the Sun - 5:53

- Wheels of Confusion est listé sous Wheels of Confusion / The Straightener et Under the Sun devient Under the Sun / Every Day Comes and Goes sur certains pressages ou rééditions américaines[3].

## Musiciens
- Ozzy Osbourne : chant
- Tony Iommi : guitares, piano et mellotron sur Changes
- Geezer Butler : basse, mellotron sur Changes
- Bill Ward : batterie

## Charts et certifications
| Pays        | Durée du classement | Meilleur classement |
| ----------- | ------------------- | ------------------- |
| Allemagne   | 5 semaines          | 14e                 |
| Australie   | 20 semaines         | 1er                 |
| Canada      | 22 semaines         | 3e                  |
| États-Unis  | 31 semaines         | 13e                 |
| Italie      | -                   | 18e                 |
| Norvège     | 15 semaines         | 7e                  |
| Royaume-Uni | 10 semaines         | 8e                  |

| Pays        | Certification | Ventes      | Date       |
| ----------- | ------------- | ----------- | ---------- |
| Canada      | Platine       | 100 000 +   | 01/09/1977 |
| États-Unis  | Platine       | 1 000 000 + | 13/10/1986 |
| Royaume-Uni | Argent        | 60 000 +    | 22/07/2013 |